# Premi Oscar 2016

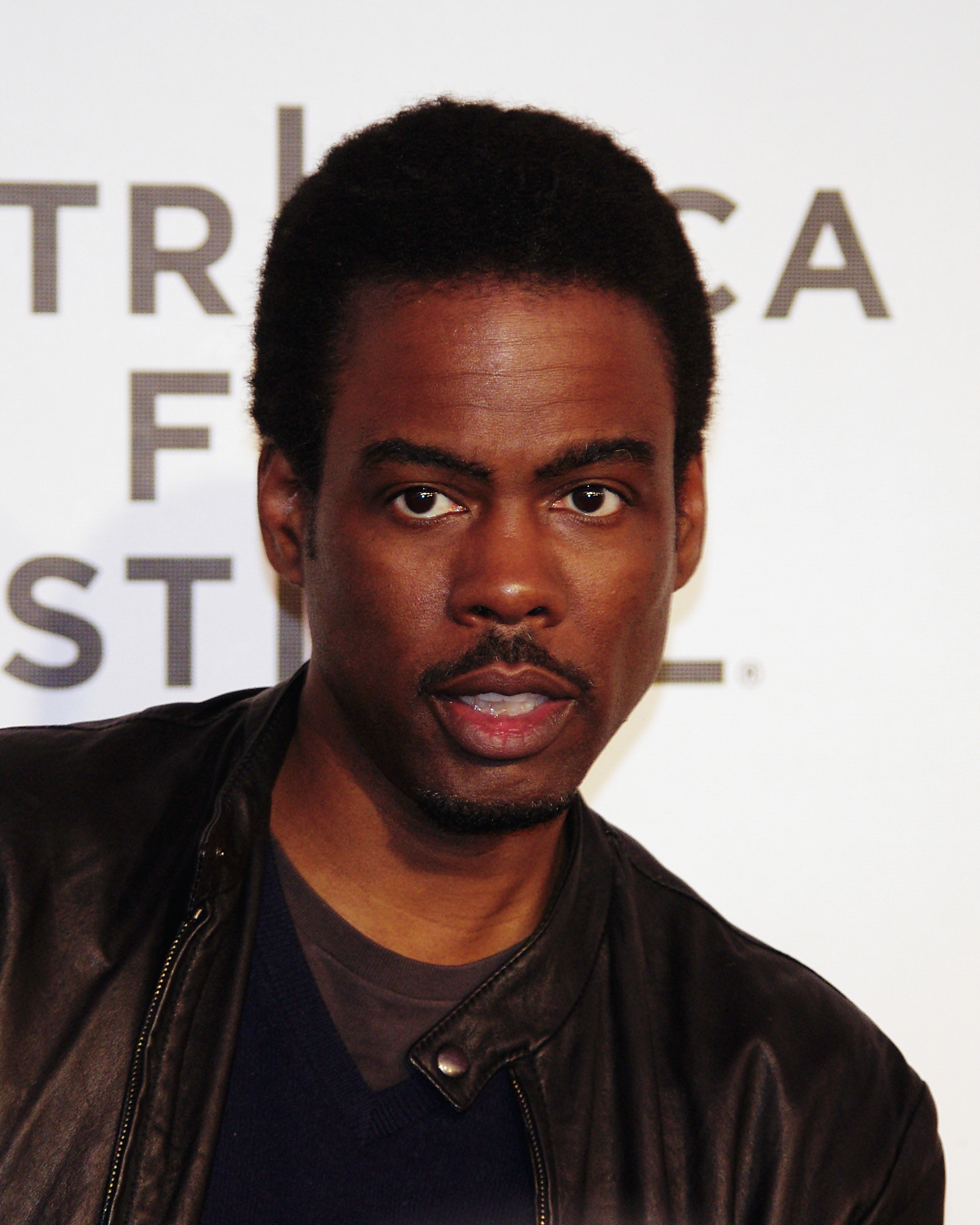
Chris Rock, conduttore dell'88ª edizione degli Oscar

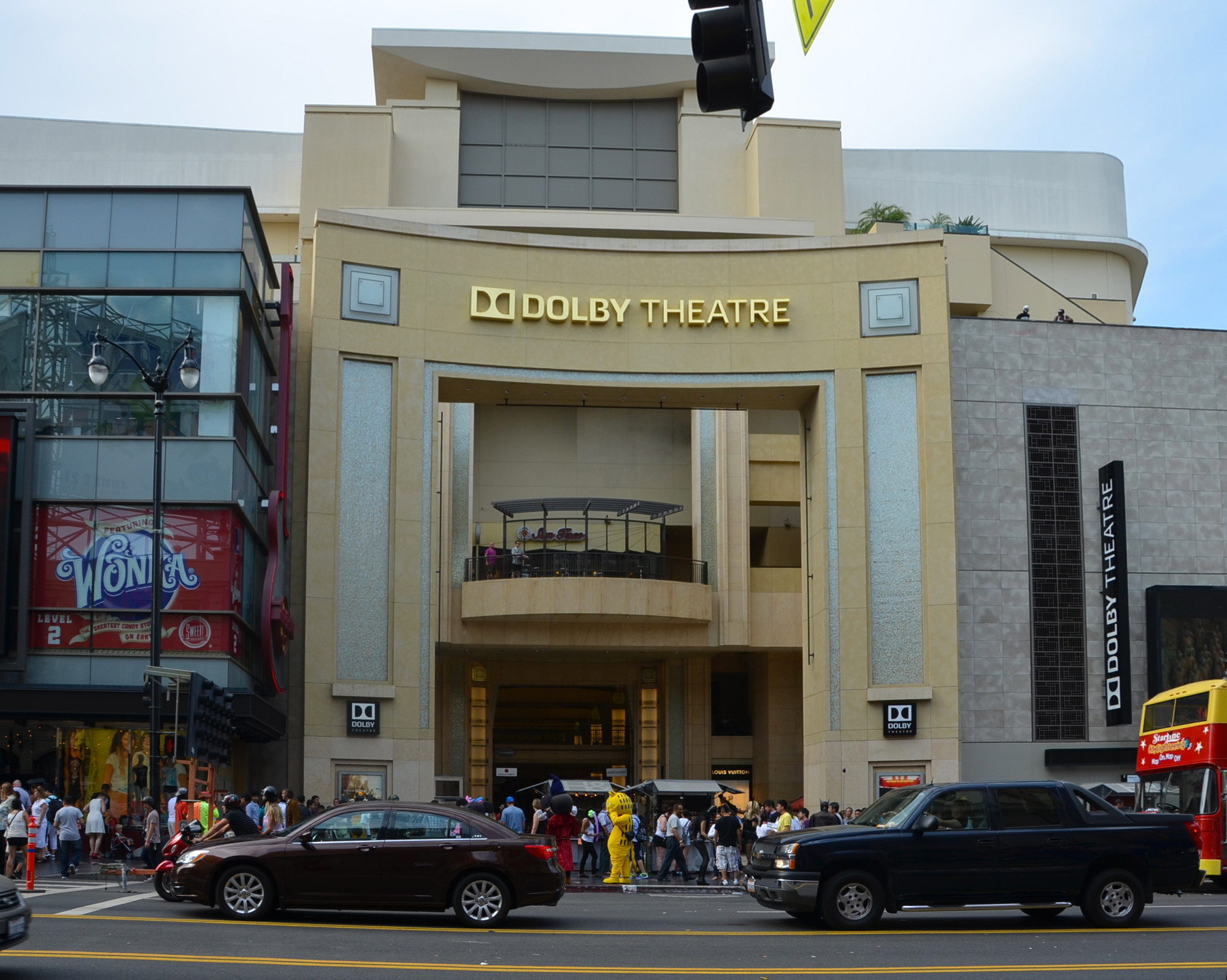
Il Dolby Theatre

L'88ª edizione della cerimonia dei Premi Oscar si è tenuta al Dolby Theatre di Los Angeles il 28 febbraio 2016. 
Per condurre la serata è stato scelto per la seconda volta Chris Rock, già presentatore della 77ª edizione nel 2005. La cerimonia, trasmessa in diretta in oltre 225 Paesi, è stata visibile negli Stati Uniti d'America sul network ABC, mentre in Italia sul canale Sky Cinema Oscar e anche in chiaro sul canale TV8, appartenente a Sky.
Le candidature sono state annunciate il 14 gennaio 2016; il film che ha ricevuto più candidature è stato Revenant - Redivivo con 12.
Il film ad aggiudicarsi il maggior numero di Oscar è stato Mad Max: Fury Road con sei premi a fronte delle 10 candidature ricevute, seguito da Revenant - Redivivo con tre statuette, tra cui quello per il miglior attore protagonista vinto da Leonardo DiCaprio; l'Oscar al miglior film è andato invece a Il caso Spotlight, che ha ricevuto anche quello per la miglior sceneggiatura originale.

## Vincitori e candidati
Vengono di seguito indicati in grassetto i vincitori. Ove ricorrente e disponibile, viene indicato il titolo in lingua italiana e quello in lingua originale tra parentesi.

### Miglior film
- Il caso Spotlight (Spotlight), a Michael Sugar, Steve Golin, Nicole Rocklin, e Blye Pagon Faust
- La grande scommessa (The Big Short), a Brad Pitt, Dede Gardner, e Jeremy KleinerKay
- Il ponte delle spie (Bridge of Spies), a Steven Spielberg, Marc Platt, e Kristie Macosko Krieger
- Brooklyn, a Finola Dwyer e Amanda Posey
- Mad Max: Fury Road, a Doug Mitchell e George Miller
- Sopravvissuto - The Martian (The Martian), a Simon Kinberg, Ridley Scott, Michael Schaefer, e Mark Huffam
- Revenant - Redivivo (The Revenant), a Arnon Milchan, Steve Golin, Alejandro González Iñárritu, Mary Parent, e Keith Redmon
- Room, a Ed Guiney

### Miglior regia
- Alejandro González Iñárritu - Revenant - Redivivo (The Revenant)
- Lenny Abrahamson - Room
- Tom McCarthy - Il caso Spotlight (Spotlight)
- Adam McKay - La grande scommessa (The Big Short)
- George Miller - Mad Max: Fury Road

### Miglior attore protagonista
- Leonardo DiCaprio - Revenant - Redivivo (The Revenant)
- Bryan Cranston - L'ultima parola - La vera storia di Dalton Trumbo (Trumbo)
- Matt Damon - Sopravvissuto - The Martian (The Martian)
- Michael Fassbender - Steve Jobs
- Eddie Redmayne - The Danish Girl

### Miglior attrice protagonista
- Brie Larson - Room
- Cate Blanchett - Carol
- Jennifer Lawrence - Joy
- Charlotte Rampling - 45 anni (45 Years)
- Saoirse Ronan - Brooklyn

### Miglior attore non protagonista
- Mark Rylance - Il ponte delle spie (Bridge of Spies)
- Christian Bale - La grande scommessa (The Big Short)
- Tom Hardy - Revenant - Redivivo (The Revenant)
- Mark Ruffalo - Il caso Spotlight (Spotlight)
- Sylvester Stallone - Creed - Nato per combattere (Creed)

### Miglior attrice non protagonista
- Alicia Vikander - The Danish Girl
- Jennifer Jason Leigh - The Hateful Eight
- Rooney Mara - Carol
- Rachel McAdams - Il caso Spotlight (Spotlight)
- Kate Winslet - Steve Jobs

### Migliore sceneggiatura non originale
- Charles Randolph e Adam McKay - La grande scommessa (The Big Short)
- Nick Hornby - Brooklyn
- Phyllis Nagy - Carol
- Drew Goddard - Sopravvissuto - The Martian (The Martian)
- Emma Donoghue - Room

### Migliore sceneggiatura originale
- Tom McCarthy e Josh Singer - Il caso Spotlight (Spotlight)
- Matt Charman, Joel ed Ethan Coen - Il ponte delle spie (Bridge of Spies)
- Alex Garland - Ex Machina
- Josh Cooley, Ronnie del Carmen, Pete Docter e Meg LeFauve - Inside Out
- Andrea Berloff, Jonathan Herman, S. Leight Savidge e Alan Wenkus - Straight Outta Compton

### Miglior film straniero
- Il figlio di Saul (Saul fia), regia di László Nemes (Ungheria)
- El abrazo de la serpiente, regia di Ciro Guerra (Colombia)
- Mustang, regia di Deniz Gamze Ergüven (Francia)
- Theeb, regia di Naji Abu Nowar (Giordania)
- A War (Krigen), regia di Tobias Lindholm (Danimarca)

### Miglior film d'animazione
- Inside Out, regia di Pete Docter e Ronnie del Carmen
- Anomalisa, regia di Charlie Kaufman e Duke Johnson
- Il bambino che scoprì il mondo (O Menino e o Mundo), regia di Alê Abreu
- Shaun, vita da pecora - Il film (Shaun the Sheep Movie), regia di Mark Burton e Richard Starzak
- Quando c'era Marnie (思い出のマーニー?, Omoide no Mānī), regia di Hiromasa Yonebayashi

### Miglior fotografia
- Emmanuel Lubezki - Revenant - Redivivo (The Revenant)
- Ed Lachman - Carol
- Robert Richardson - The Hateful Eight
- John Seale - Mad Max: Fury Road
- Roger Deakins - Sicario

### Miglior scenografia
- Colin Gibson e Lisa Thompson - Mad Max: Fury Road
- Rena DeAngelo, Bernhard Henrich e Adam Stockhausen - Il ponte delle spie (Bridge of Spies)
- Michael Standish e Eve Stewart - The Danish Girl
- Celia Bobak e Arthur Max - Sopravvissuto - The Martian (The Martian)
- Jack Fisk e Hamish Purdy - Revenant - Redivivo (The Revenant)

### Migliori costumi
- Jenny Beavan - Mad Max: Fury Road
- Sandy Powell - Carol
- Sandy Powell - Cenerentola (Cinderella)
- Paco Delgado - The Danish Girl
- Jacqueline West - Revenant - Redivivo (The Revenant)

### Miglior trucco e acconciatura
- Lesley Vanderwalt, Elka Wardega e Damian Martin - Mad Max: Fury Road
- Love Larson e Eva Von Bahr - Il centenario che saltò dalla finestra e scomparve (Hundraåringen som klev ut genom fönstret och försvann)
- Sian Grigg, Duncan Jarman e Robert A. Pandini - Revenant - Redivivo (The Revenant)

### Migliori effetti speciali
- Mark Williams Ardington, Sara Bennett, Paul Norris e Andrew Whitehurst - Ex Machina
- Andrew Jackson, Dan Oliver, Andy Williams e Tom Wood - Mad Max: Fury Road
- Anders Langlands, Chris Lawrence, Richard Stammers e Steven Warner - Sopravvissuto - The Martian (The Martian)
- Richard McBride, Matt Shumway, Jason Smith e Cameron Waldbauer - Revenant - Redivivo (The Revenant)
- Chris Corbould, Roger Guyett, Paul Kavanagh e Neal Scanlan - Star Wars - Il risveglio della Forza (Star Wars: The Force Awakens)

### Miglior montaggio
- Margaret Sixel - Mad Max: Fury Road
- Hank Corwin - La grande scommessa (The Big Short)
- Stephen Mirrione - Revenant - Redivivo (The Revenant)
- Tom McArdle - Il caso Spotlight (Spotlight)
- Maryann Brandon e Mary Jo Markey - Star Wars - Il risveglio della Forza (Star Wars: The Force Awakens)

### Miglior sonoro
- Chris Jenkins, Gregg Rudloff e Ben Osmo - Mad Max: Fury Road
- Andy Nelson, Gary Rydstrom e Drew Kunin - Il ponte delle spie (Bridge of Spies)
- Andy Nelson, Christopher Scarabosio e Stuart Wilson - Star Wars - Il risveglio della Forza (Star Wars: The Force Awakens)
- Paul Massey, Mark Taylor e Mac Ruth - Sopravvissuto - The Martian (The Martian)
- Jon Taylor, Frank A. Montaño, Randy Thom e Chris Duesterdiek - Revenant - Redivivo (The Revenant)

### Miglior montaggio sonoro
- Mark Mangini e David White - Mad Max: Fury Road
- Alan Robert Murray - Sicario
- Matthew Wood e David Acord - Star Wars - Il risveglio della Forza (Star Wars: The Force Awakens)
- Oliver Tarney - Sopravvissuto - The Martian (The Martian)
- Martin Hernández e Lon Bender - Revenant - Redivivo (The Revenant)

### Miglior colonna sonora
- Ennio Morricone - The Hateful Eight
- Thomas Newman - Il ponte delle spie (Bridge Of Spies)
- Carter Burwell - Carol
- Jóhann Jóhannsson - Sicario
- John Williams - Star Wars - Il risveglio della Forza (Star Wars: The Force Awakens)

### Miglior canzone
- Writing's on the Wall (Jimmy Napes e Sam Smith) - Spectre
- Earned It (Abel Tesfaye, Ahmad Balshe, Jason Daheala Quenneville e Stephan Moccio) - Cinquanta sfumature di grigio (Fifty Shades of Grey)
- Manta Ray (J. Ralph e Antony Hegarty) - Racing Extinction
- Simple Song #3 (David Lang) - Youth - La giovinezza (Youth)
- Til It Happens to You (Diane Warren e Lady Gaga) - The Hunting Ground

### Miglior documentario
- Amy, regia di Asif Kapadia
- Cartel Land, regia di Matthew Heineman
- The Look of Silence, regia di Joshua Oppenheimer
- What Happened, Miss Simone?, regia di Liz Garbus
- Winter on Fire: Ukraine's Fight for Freedom, regia di Evgeny Afineevsky

### Miglior cortometraggio documentario
- A Girl In The River: The Price Of Forgiveness - regia di Sharmeen Obaid-Chinoy
- Body Team 12 - regia di David Darg e Bryn Mooser
- Chau, Beyond The Lines - regia di Courtney Marsh e Jerry France
- Claude Lanzmann: Spectres Of The Shoah - regia di Adam Benzine
- Last Day Of Freedom - regia di Dee Hibert e Jones Nomi Talisman

### Miglior cortometraggio
- Stutterer, regia di Benjamin Cleary e Serena Armitage
- Ave Maria, regia di Basil Khalil
- Day one, regia di Henry Huges
- Everything will be ok, regia di Patrick Vollrath
- Shok, regia di Jamie Donoughue

### Miglior cortometraggio d'animazione
- Bear Story, regia di Gabriel Osorio Vargas
- Prologue, regia di Richard Williams
- Sanjay's Super Team, regia di Sanjay Patel
- We can't live without cosmos, regia di Konstantin Bronzit
- World of tomorrow, regia di Don Hertzfeldt

## Premi speciali

### Oscar onorario
- Spike Lee[7]
- Gena Rowlands[7]

### Premio umanitario Jean Hersholt
- Debbie Reynolds[7]